# المعرض الوطني (لندن)

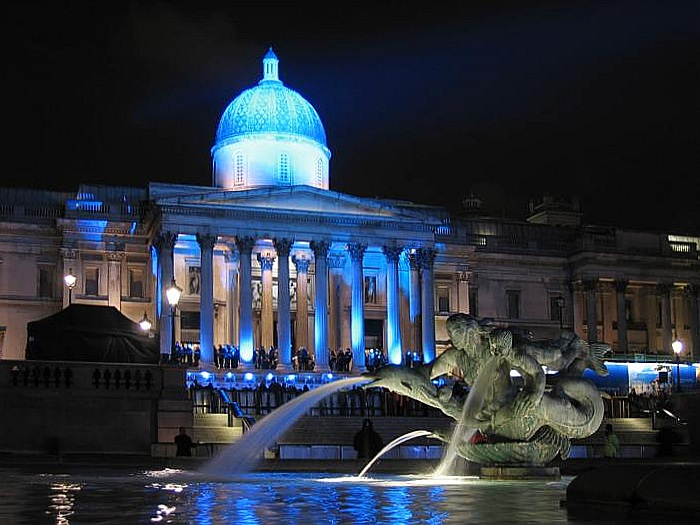
المتحف الوطني، لندن (المتحف لندن)

معرض لندن الوطني (بالإنكليزية National Gallery) تأسس في 1824 ويضم مجموعة غنية من خلال اللوحات التي يرجع تاريخها من 2300 إلى منتصف القرن 13th إلى 1900 [أ] في البداية على ساحة الطرف الاغر. المعرض هو مؤسسة خيرية معفاة، وبين المصالح العامة هيئة غير من وزارة الثقافة والاعلام والرياضة. [2] جمع تنتمي إليها إلى الجمهور من دخول المملكة المتحدة وإلى المجموعة الرئيسية (ولكن ليس بعض المعارض الخاصة) مجانية.
وخلافا للمقارنة المتاحف مثل متحف اللوفر في باريس أو متحف برادو ديل في مدريد، تم تشكيل ليست من المتحف الوطني لتأميم الملكية القائمة أو الأميرية جمع الفن. وجاء إلى حيز الوجود عند الحكومة البريطانية اشترت 38 لوحات من ورثة وسيط التأمين وراعي الفنون Angerstein جوليوس جون في 1824. بعد أن تم شراء الأولي على شكل معرض أساسا من مديريها في وقت مبكر، لا سيما السير تشارلز لوك إيستليك، والهبات الخاصة، التي تشكل ثلثي المجموعة. [3] جمع الناتج هو صغير في الحجم، مقارنة مع الدول الأوروبية معرض وطنية كثيرة، ولكن في نطاق موسوعي؛ معظم التطورات الرئيسية في اللوحة الغربية «من جيوتو ل سيزان» [4] هي ممثلة مع الأعمال الهامة. وهي تستخدم ليكون ادعى أن هذا كان واحدا من عدد قليل معرض الوطني الذي يعمل على جميع معرض دائم، [5] ولكن هذا لم يعد هو الحال.
بناء والثالث لإيواء المتحف الوطني كان، صمم الحالية وليام ويلكنز 1832-8. الواجهة فقط على ساحة الطرف الاغر لم يتغير من هذا الوقت، كما تم توسيع بناء ومجزأة طوال تاريخها. المبنى جاء في كثير من الأحيان لانتقادات لينظر القصور الجمالي وعدم وجود الفضاء، والمشكلة الأخيرة أدت إلى إنشاء معرض تيت للفن البريطاني في عام 1897. الجناح سينزبيري، امتدادا إلى الغرب من جانب روبرت فنتوري ودينيس سكوت براون، هو من الأمثلة البارزة ما بعد الحداثة المعمارية في بريطانيا. المدير الحالي للمتحف الوطني هو نيكولاس بيني.

بورتَرية رجَل يَرتدَيِ عمامةَ حمراءُ لوحة زيتية بريشة الرسام الهولندي المبكر يان فان إيك ، من عام 1433. المعرض الوطني ، لندن.

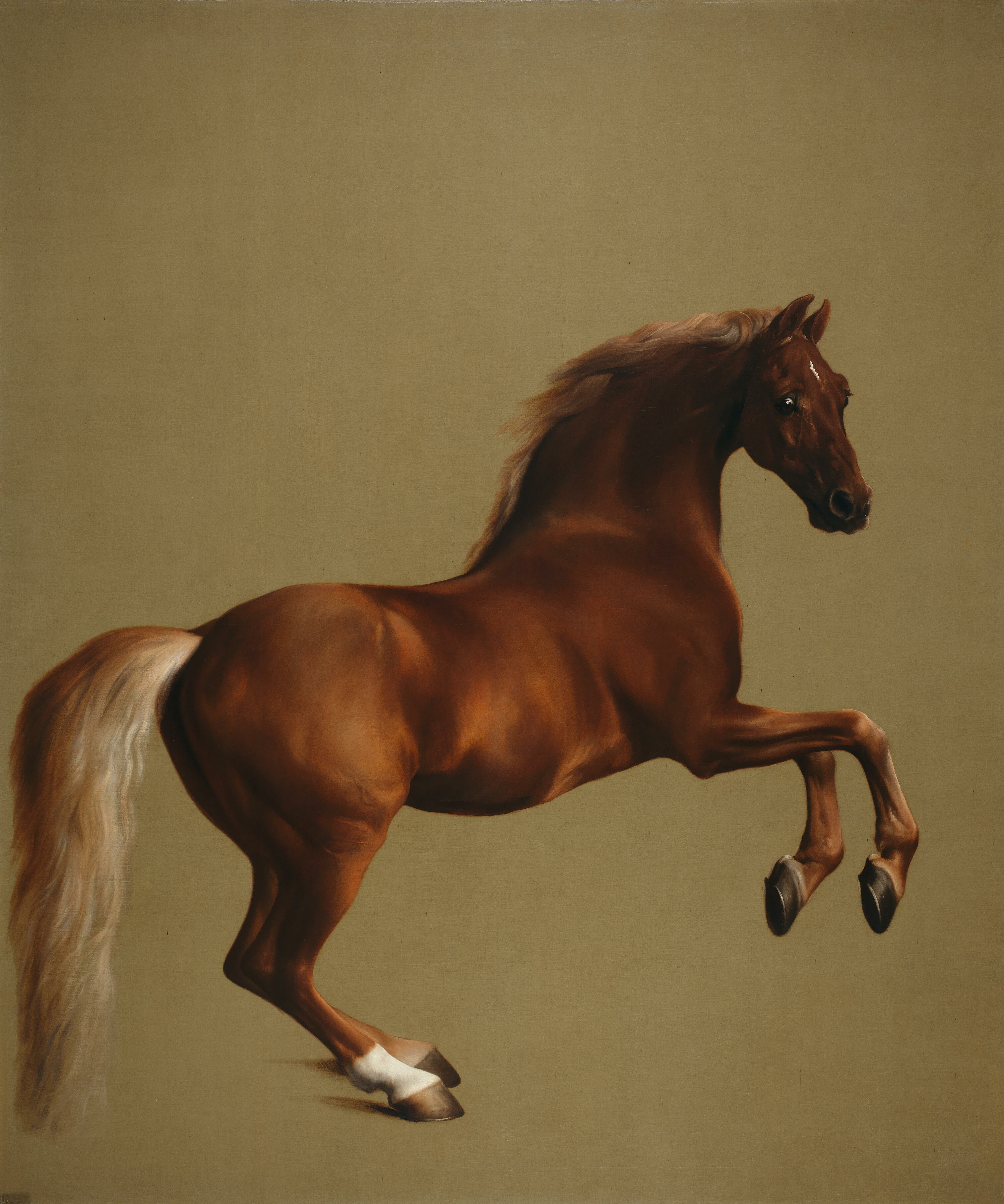
ويسل جاكيت عبارة عن لوحة زيتية من عام 1762 بريشة جورج ستابس، تصور فرس السباق «مركيز» الحصان الخاص بماركيز روكنغهام بالحجم الطبيعي تقريبًا على خلفية فراغة. حصل المعرض الوطني في لندن عليها مقابل 11 مليون جنيه إسترليني.

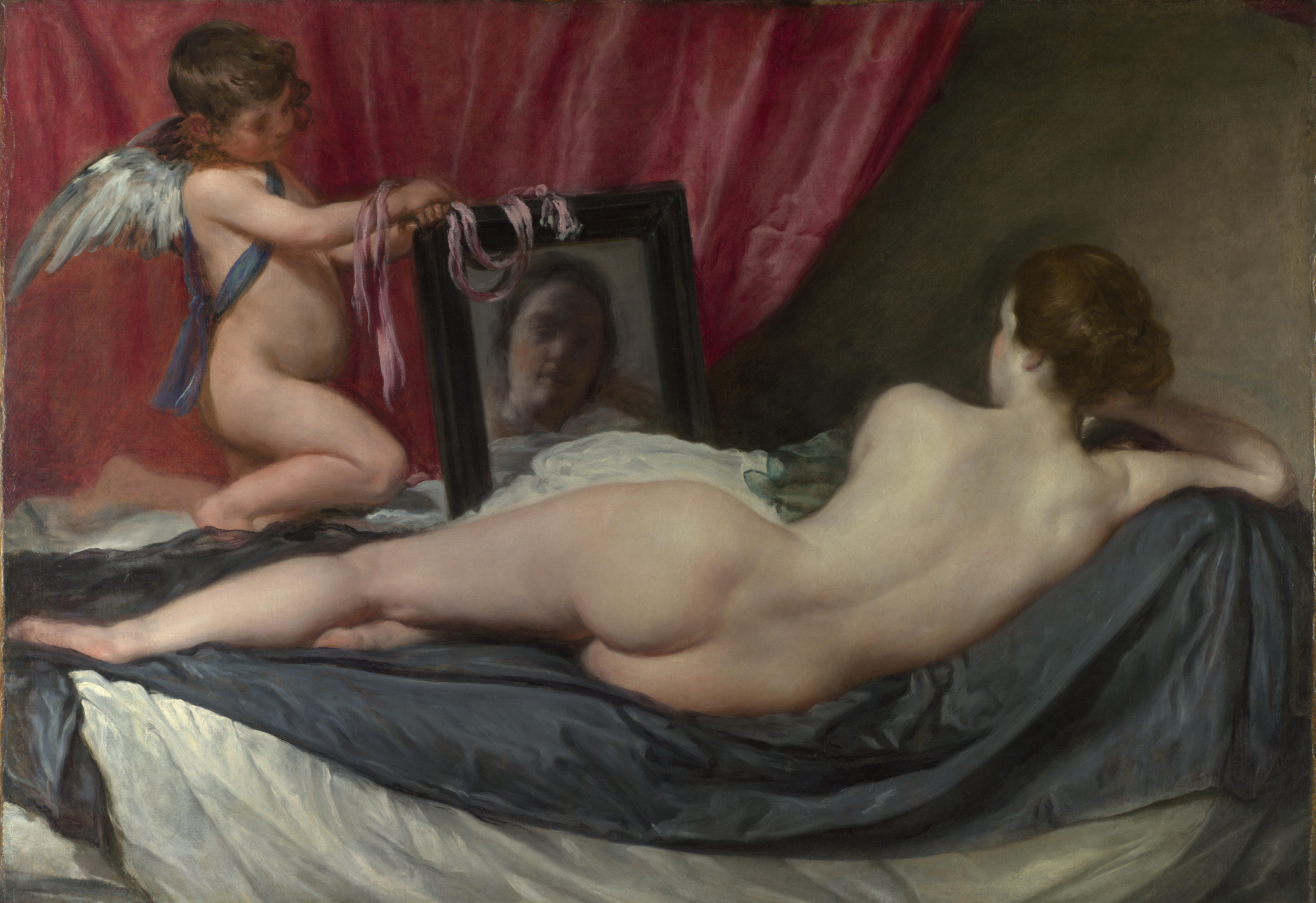
فينوس أمام المرآة بريشة دييغو فيلاسكيز بين عامي 1647 و1651 ، المعرض الوطني بلندن.

جاليري لندن واحد من أبرز الجاليرهات في العالم كونه يضم أعمال لمشاهير الفنانين امثال ليوناردو دا فينشي ودالي وبيكاسو وبيتر بول روبنز وغيرهم.

## البدايات

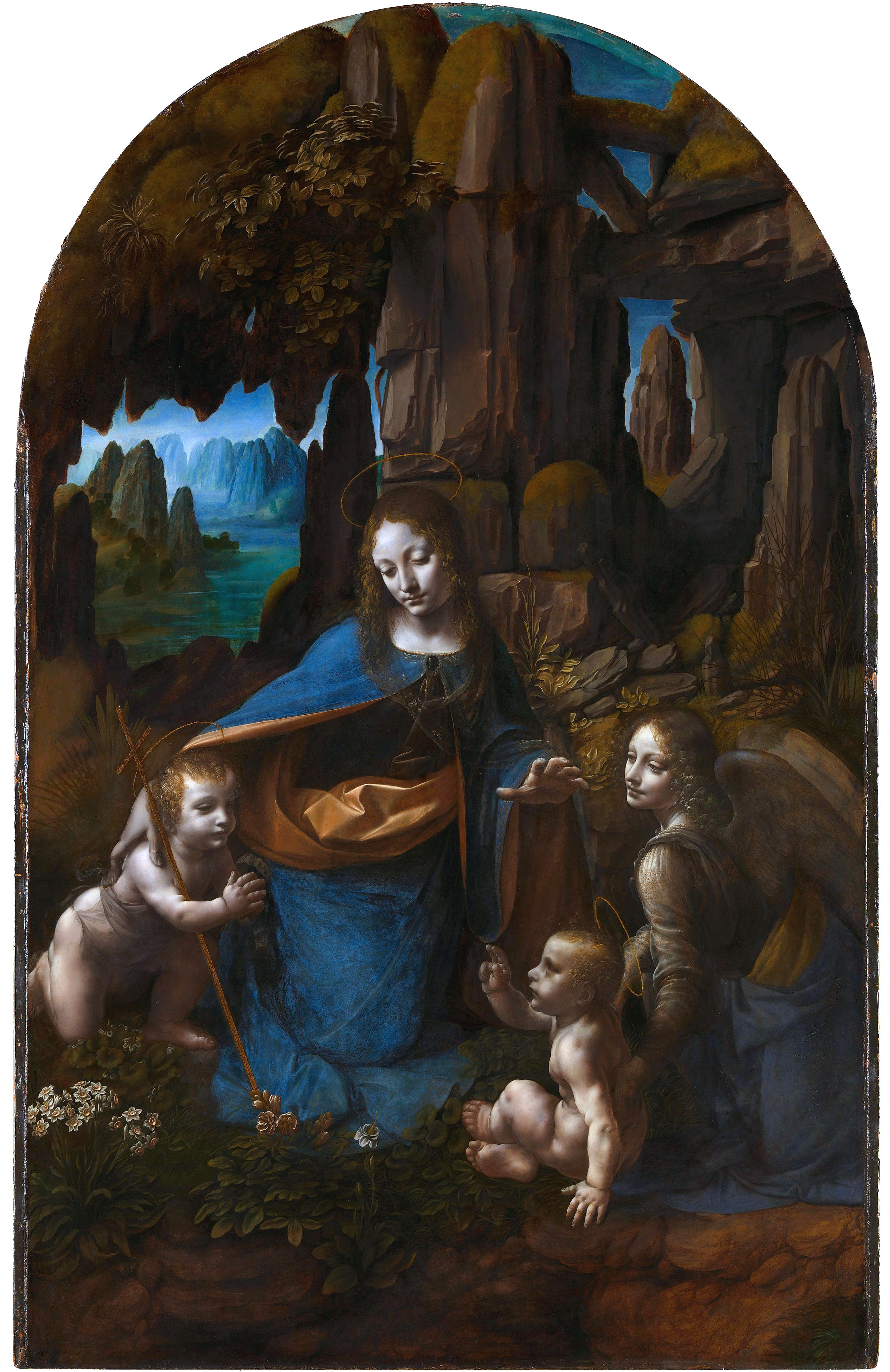
عذراء الصخور (اللوحة الثانية) جاليري لندن

بدايات الجاليري الوطني كانت متواضعة؛ خلافا لمعارض مثل متحف اللوفر في باريس أو متحف ديل برادو في مدريد، لم يشكل الجاليري الوطني بتأميم وجمع أعمال الفن المملوكة لامراء أو ملوك؛ خرج الجاليري الوطني إلى حيز الوجود عندما اشترت الحكومة البريطانية 36 من اللوحات من المصرفي جون جوليوس أنجرستاين في 1824. بعد الشراء الأولي تشكل الجاليري الوطني أساسا من قبل المديرين في وقت مبكر، لا سيما السير تشارلز لوك إيستليك، والهبات الخاصة، والتي تشكل ثلثي مجموعة الجاليري. مما اسفر عن جمع مجموعة صغيرة بالمقارنة مع المعارض الوطنية لقارة أوروبا، ولكن يوجد في مجموعات كبيرة من الاهميه وواسعة النطاق في تاريخ الفن، أعمال في وقت مبكر من النهضة إلى ما بعد الانطباعية، مع عدد قليل نسبيا من المناطق الضعيفه.

## الدعوة إلى إنشاء المتحف الوطني

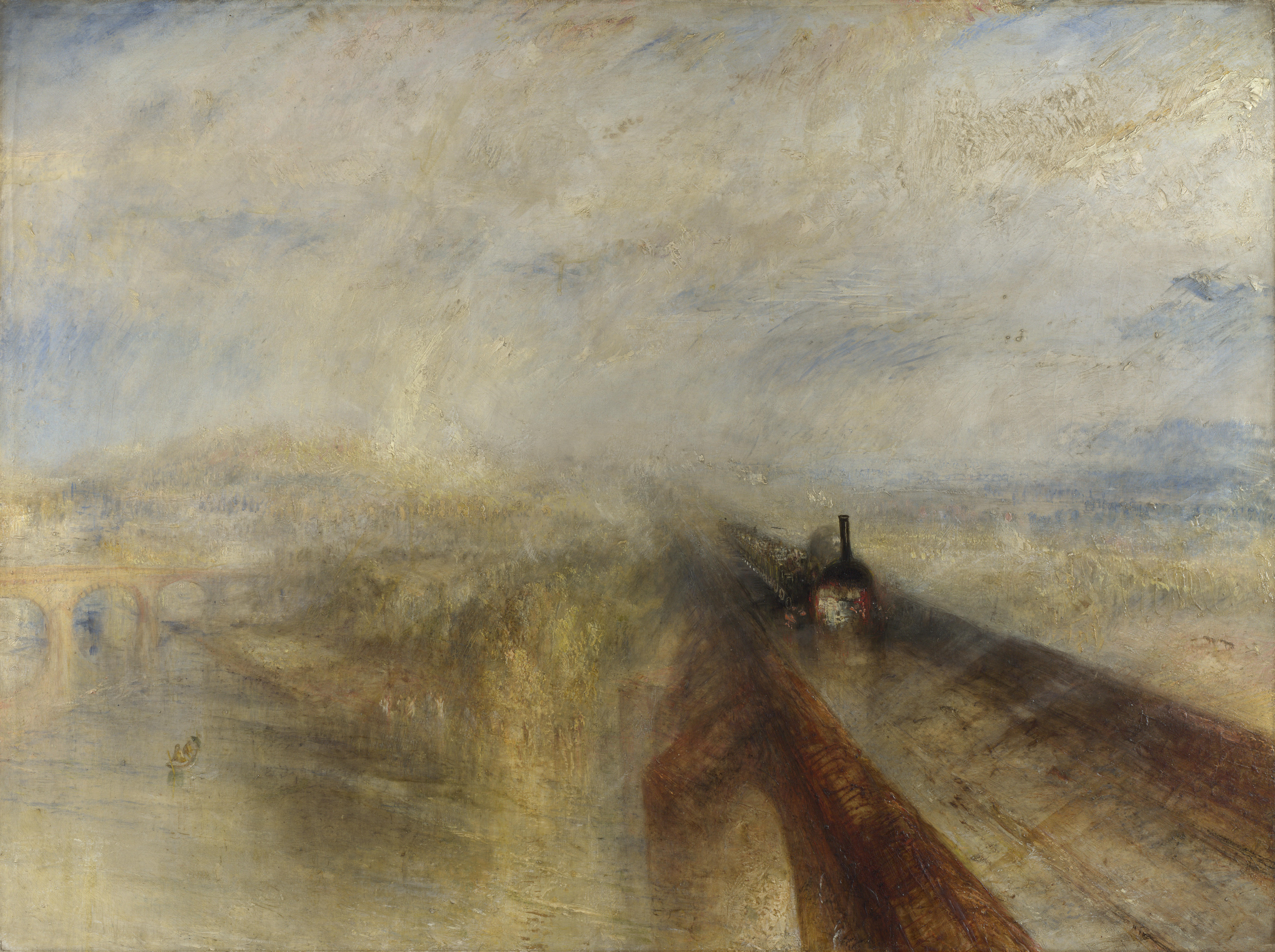
المَطر والبُخار والسُرعة، هي لوحة زيتية بريشة الفنان الإنجليزي ويليام تورنر ، رُسمت عام 1844 وعُرضت اللوحة لأول مرة في الأكاديمية الملكية عام 1844، على الرغم من أنها قد تكون رُسمت في وقت سابق، وهي الآن ضمن مجموعة المعرض الوطني في لندن. تعطي اللوحة انطباعًا بالسرعة الكبيرة المَوجودة في اللوحة الثابتة، وهي سمة ميزت تورنر عن غيره من الفنانين. يجمع العمل بين قوة الطبيعة والتكنولوجيا لخلق توتر عاطفي مرتبط بمفهوم السُمو.

بالمقارنة مع معظم الدول الأوروبية تأخرت بريطانيا العظمى في إنشاء مؤسسة وطنية لجمع الفن مفتوحة للجمهور. ولم يكن ذلك لعدم وجود فرص للقيام بذلك، لأن الحكومة البريطانية كانت في وضع يمكنها من شراء مجموعة خاصة من المكانة الدولية في اواخر القرن الثامن عشر، ولكن لم تعمل عليه. هذه المجموعة هي مجموعة السير روبرت والبول، لأن ذريته نظرت في طرح المجموعة للبيع في 1777. دعى النائب الراديكالي جون وايلكس، متحدثا إلى مجلس العموم، إلى ان يبني معرضا نبيلا واسعا في حديقة المتحف البريطاني لاستقبال هذا الكنز الذي لا يقدر بثمن". لم تكترث الحكومة بالنداء الذي وجهه وايلكس وبعد مرور 20 سنة كانت مجموعة السير روبرت والبول في مجملها قد اشترت من قبل كاترين العظمى؛ ومن الآن وجدت في متحف الإرميتاج في سان بطرسبرغ. يحمل متحف الإرميتاج سجل غينيس لأكبر مجموعة من اللوحات في العالم.

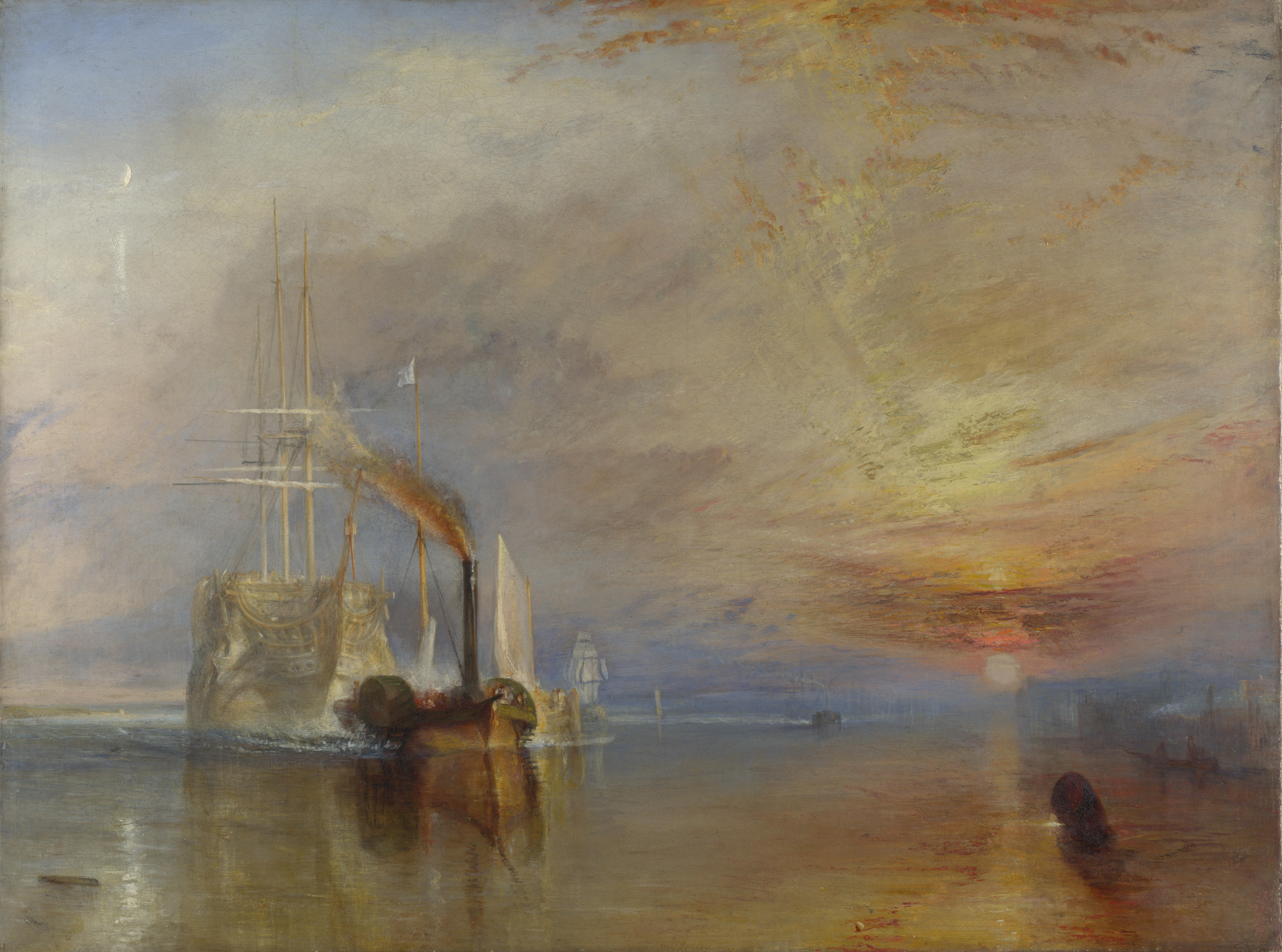
سَحب المُقَاتِلَةُ تيَميراير إلى مثَوَاها الأَخير لوحة زيتية بريشة الفنان الإنجليزي ويليام تورنر ، رُسمت عام 1838، تصور اللوحة السفينة أج أم أس تيميراير ذات الـ 98 مدفعًا، وهي واحدة من آخر السفن ذات الدرجة الثانية التي لعبت دورًا في معركة طرف الغار ، حيث تم سحبها فوق نهر التايمز بواسطة قاطرة بخارية ذات عجلة مجداف في عام 1838 ، نحو نهايتها. مرسى في روثرهيث ليتم تفكيكه. المعرض الوطني.

## التعديلات وتوسيع (Pennethorne، وباري تايلور)
في غرف باري (1872-6)، الذي صممه باري م
قاعة بيت الدرج (1884-7)، والتي صممها السير جون تايلور
أول تغيير تقدم كبير في بناء وكان واحد، معرض طويلة أضيفت من قبل السير جيمس Pennethorne في 1860-1. مزينة بزخرفة عالية بالمقارنة مع غرف من قبل ويلكنز، فإنه على الرغم من ذلك ساءت أحوال ضيقة داخل المبنى كما كان بناؤه على مدخل القاعة الأصلي. مما لا يثير الدهشة، ومحاولات عدة وأدلى إما لإعادة تماما المتحف الوطني (على النحو الذي اقترحه السير تشارلز باري في 1853)، أو لنقلها إلى أماكن أكثر رحيب في كنسينغتون في لندن، حيث كان الهواء النظيف أيضا. في عام 1867 باري نجل إدوارد باري ميدلتون المقترح ليحل محل المبنى ويلكنز مع ضخمة لبناء الكلاسيكية مع أربع قباب. مخطط كان فاشلا وندد النقاد المعاصرة الخارج بأنها «قوية الانتحال على كاتدرائية القديس بولس».
مع هدم إصلاحية، ومع ذلك، كان باري قادرا على بناء تسلسل معرض أول من المساحات المعمارية الكبرى، 1872 حتي 1876. مبني إلى الملون النيو النهضة، وباري وتصميم غرف مرتبة على الصليب اليوناني، حول خطة ضخمة المثمن المركزي. على الرغم من أنه يعوض عن العمارة مخيب للبناء ويلكنز، وكان يكره باري الجناح الجديد من قبل الموظفين معرض، الذي كان يعتبر جانبها ضخمة ليكون في صراع مع وظيفتها باعتبارها مساحة المعرض. أيضا، ديكور غرف البرنامج لم يقصد لا تأخذ في الاعتبار محتوياتها، وسقف 15 و16 من القرن معرض الإيطالية، على سبيل المثال، كان منقوش عليها أسماء الفنانين البريطانيين في القرن 19. ولكن ورغم هذه الاخفاقات، وفرت غرف باري مع معرض تصنيف تفرعي المحوري قوية. وكان هذا الواجب اتباعها من قبل جميع الإضافات اللاحقة إلى معرض لقرن من الزمان، مما أدى إلى بناء التناظر واضحة.
وقد تم هدم معرض Pennethorne للمرحلة المقبلة من المبنى، وهو مخطط من قبل السير جون تايلور تمتد شمالا من المدخل الرئيسي. مدخل الدهليز، والقبة الزجاجي رسم زخارف سقف من Crace الشركات العائلية، الذي كان يعمل أيضا على غرف باري. للجنوب الجدار أدرك أبدا على الجص المقصود، والآن أخذ هذا هو الفضاء بنسبة فريدريك، اللورد لايتون 'اللوحة ق Cimabue 'مادونا قامت يحتفل به في موكب عبر شوارع فلورنسا (1853-5)، قدمت من قبل رويال جمع في 1990s.

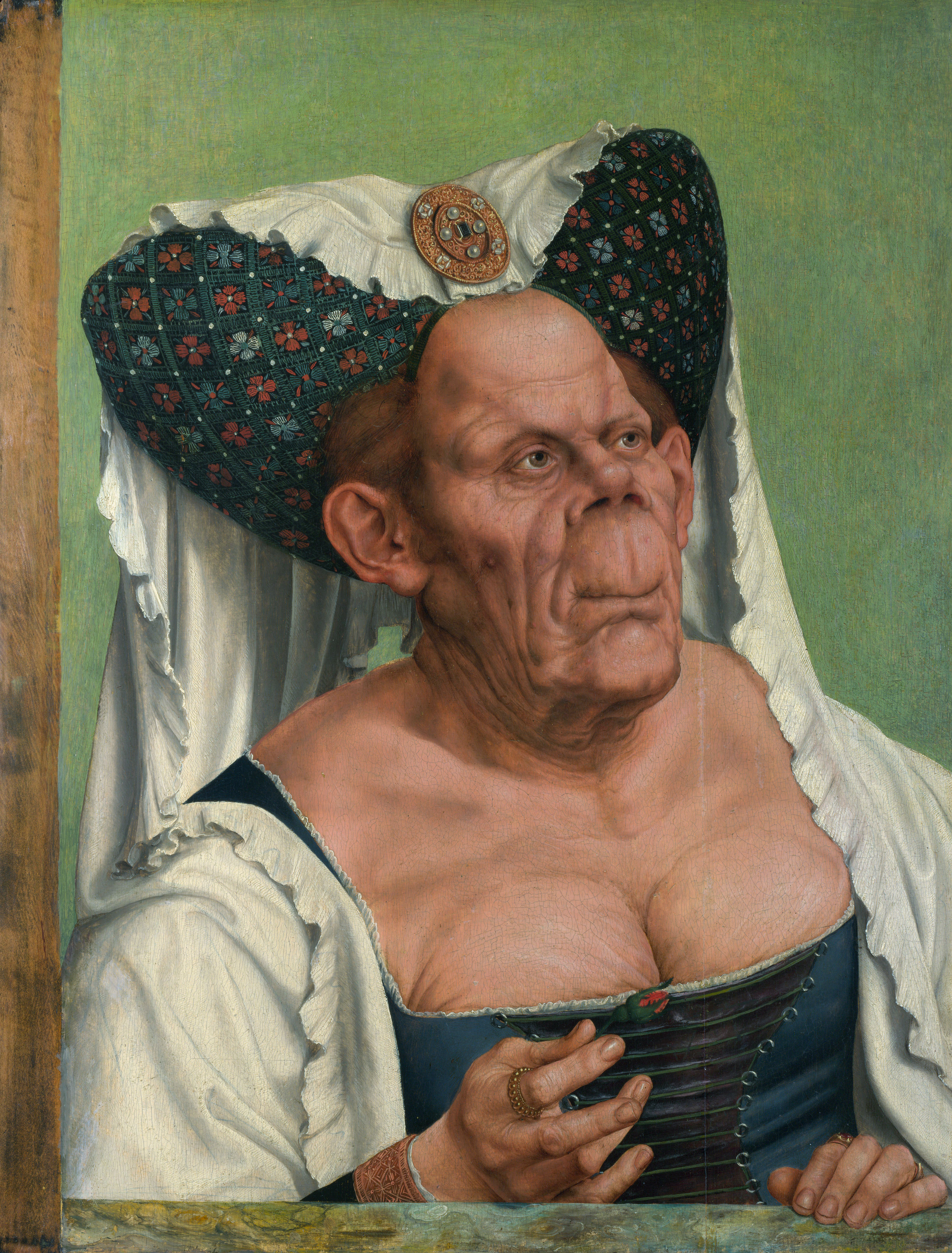
اِمرأة عَجُوز بَشِعَة بورترية بريشة الفنان الفلمنكي كوينتين ماتسيس حوالي عام 1513. يصور العمل امرأة عجوز ربما عانت من مرض باجيت. مجموعة المعرض الوطني في لندن.

## معرض صور

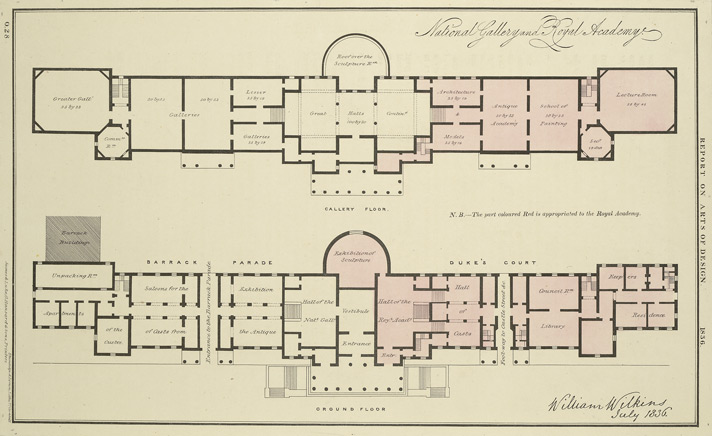
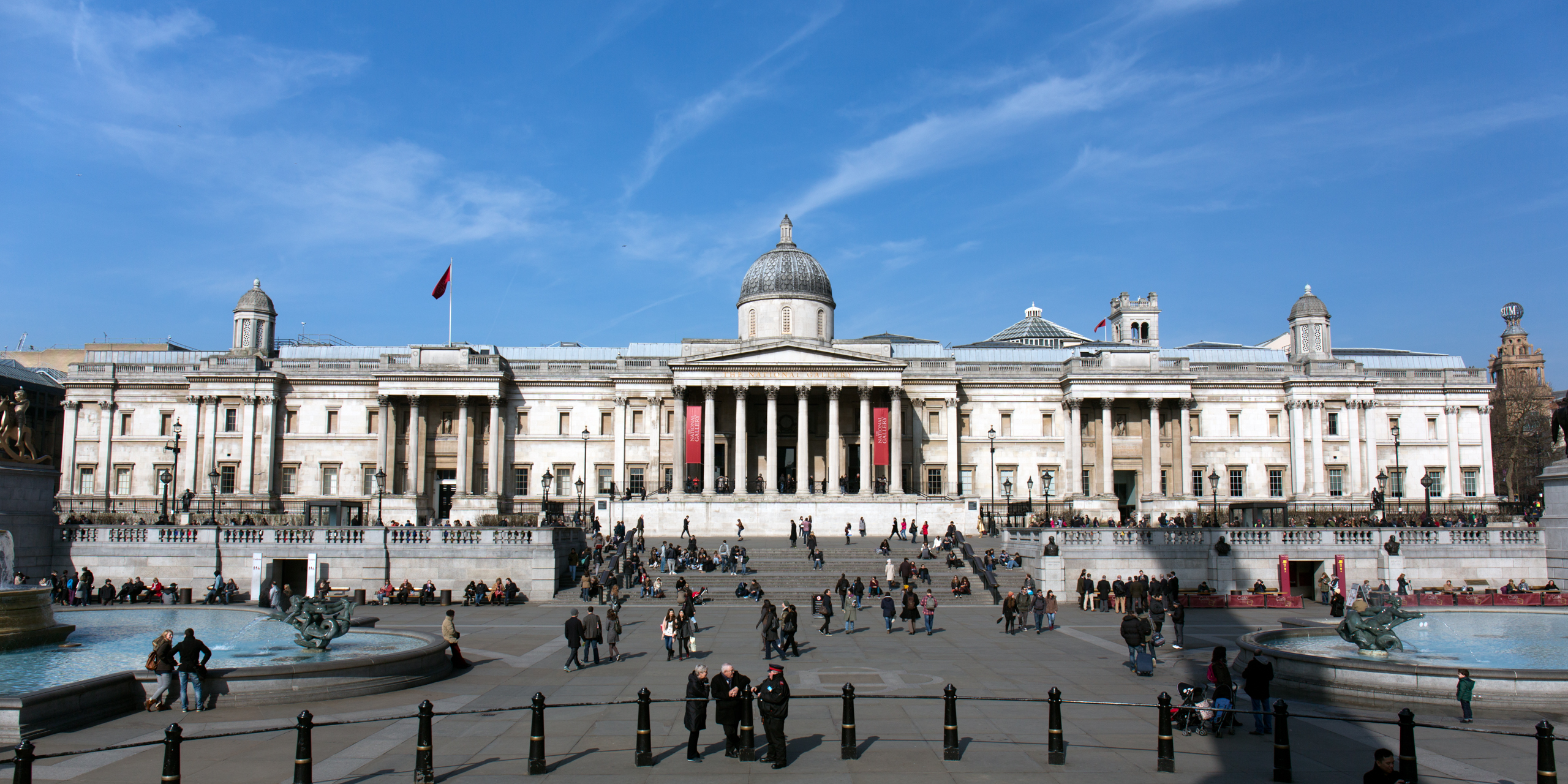